# Takahito Chiba
Takahito Chiba (千葉 貴仁 Chiba Takahito?), född 7 november 1984 i Hokkaido prefektur, är en japansk före detta fotbollsspelare.
Chiba började sin karriär 2003 i Cerezo Osaka. 2006 blev han utlånad till Consadole Sapporo. Efter Cerezo Osaka spelade han för ReinMeer Aomori. Han avslutade karriären 2011.